# Смульсько-Мале
Смульсько-Мале (пол. Smólsko Małe) — село в Польщі, у гміні Білгорай Білґорайського повіту Люблінського воєводства.
Населення — 177 осіб (2011).

## Демографія
Демографічна структура станом на 31 березня 2011 року:
|          | Загалом | Допрацездатний вік | Працездатний вік | Постпрацездатний вік |
| -------- | ------- | ------------------ | ---------------- | -------------------- |
| Чоловіки | 84      | 22                 | 54               | 8                    |
| Жінки    | 93      | 22                 | 52               | 19                   |
| Разом    | 177     | 44                 | 106              | 27                   |